# エジソン・ボアロ
エジソン・ボアロ（ポルトガル語: Édson Boaro、1959年7月3日 - ）は、ブラジル・サンパウロ州出身の元同国代表サッカー選手。ポジションはディフェンダー。

## 経歴
彼は1度だけ1986 FIFAワールドカップに出場したが、2歳下のジョジマールにポジションを奪われると、それ以降代表には召集されなくなった。